# 本達烏德
35°43′09″N 0°31′13″E / 35.71917°N 0.52028°E

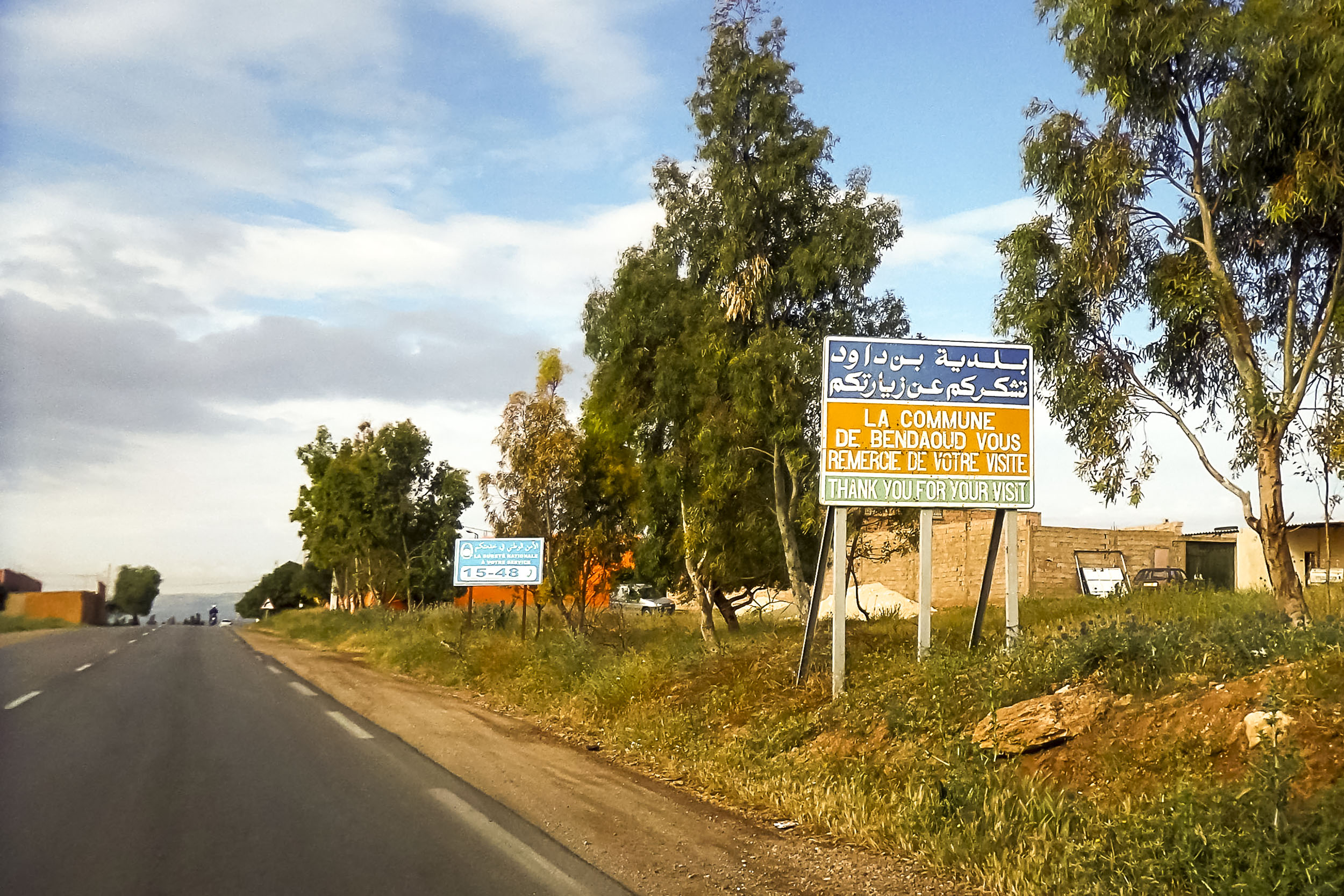
本達烏德

本達烏德（阿拉伯语：‎），是阿爾及利亞的城鎮，位於該國西北部埃利贊省，由埃利贊區負責管轄，面積115平方公里，海拔高度135米，2008年人口17,953人，人口密度每平方公里157人。